# Patrick M. Motl
Patrick M. Motl est un astronome américain.
Il a obtenu son doctorat de physique en 2001 à l'université d'État de Louisiane, d'où il partit ensuite pour l'université du Missouri puis l'université du Colorado.
Le Centre des planètes mineures le crédite de la découverte de neuf astéroïdes, effectuée entre 1998 et 1999 toutes avec la collaboration de Walter R. Cooney, Jr..
| (15072) Landolt | 25 janvier 1999 |